# Чемпионат России по тхэквондо 2018
Чемпионат России по тхэквондо 2018 года среди мужчин и женщин проходил с 19 по 23 декабря в Академии единоборств в Рязани. На турнире приняли участие около 500 спортсменов из 47 регионов. 

## Медалисты

### Мужчины
| Весовая категория | Золото                              | Серебро                                   | Бронза                                                                |
| ----------------- | ----------------------------------- | ----------------------------------------- | --------------------------------------------------------------------- |
| до 54 кг          | Георгий Попов · Ростовская область  | Алексей Рудник · Астраханская область     | Вячеслав Бовкун · Москва Зияудин Ибрагимов · Чечня                    |
| до 58 кг          | Георгий Гурциев · Северная Осетия   | Валерий Шиманов · Челябинская область     | Сергей Кирсанов · Татарстан Андрей Канаев · Рязанская область         |
| до 63 кг          | Давид Назарян · Ростовская область  | Руслан Алиев · Дагестан                   | Роман Лещев · Татарстан Болат Изутдинов · Москва                      |
| до 68 кг          | Сармат Цакоев · Северная Осетия     | Владислав Югай · Ростовская область       | Борис Краснов · Самарская область Степан Лабудин · Москва             |
| до 74 кг          | Кадырбеч Дауров · Адыгея            | Дмитрий Артюхов · Краснодарский край      | Али Халифаев · Московская область Сергей Карнута · Ростовская область |
| до 80 кг          | Дали Гречкин · Башкортостан         | Андрей Земледельцев · Воронежская область | Альберт Гаун · Алтайский край Дмитрий Евтухов · Ростовская область    |
| до 87 кг          | Глеб Захаров · Белгородская область | Никита Чистопрудов · Ростовская область   | Глеб Бабаевский · Санкт-Петербург Омар Магомедов · Дагестан           |
| свыше 87 кг       | Роман Кузнецов · Иркутская область  | Юрий Кириченко · Краснодарский край       | Рафаиль Аюкаев · Самарская область Олег Кузнецов · Иркутская область  |

### Женщины
| Весовая категория | Золото                                               | Серебро                                   | Бронза                                                                                            |
| ----------------- | ---------------------------------------------------- | ----------------------------------------- | ------------------------------------------------------------------------------------------------- |
| до 46 кг          | Галина Медведева · Москва                            | Лариса Медведева · Москва                 | Полина Щербакова · Санкт-Петербург · Ингушетия Анастасия Артамонова · Ингушетия · Санкт-Петербург |
| до 49 кг          | Виктория Башкирова · Москва                          | Биана Лагерь · Москва                     | Анастасия Пучко · Московская область Наталья Антипенко · Санкт-Петербург                          |
| до 53 кг          | Анастасия Кудряшова · Москва                         | Ольга Смолина · Челябинская область       | Елизавета Андрияненко · Ростовская область Арина Филипова · Санкт-Петербург                       |
| до 57 кг          | Елена Евлампьева · Санкт-Петербург                   | Эльвина Хакимова · Башкортостан           | Милана Дрямова · Ленинградская область Юлия Бакрушева · Челябинская область                       |
| до 62 кг          | Юлия Зайцева · Татарстан                             | Юлия Турутина · Самарская область         | Кристина Прокудина · Челябинская область Маргарита Близнякова · Челябинская область               |
| до 67 кг          | Полина Хан · Ростовская область · Кабардино-Балкария | Анастасия Бакланова · Челябинская область | Валерия Мокеева · Челябинская область Екатерина Дербенева · Карелия                               |
| до 73 кг          | Кристина Дюбина · Адыгея                             | Анна Пичугина · Москва                    | Валентина Ступакова · Татарстан Зарина Чабталова · Московская область                             |
| свыше 73 кг       | Ольга Музычка · Краснодарский край                   | Элла Борисова · Приморский край           | Елизавета Должикова · Москва Анастасия Веретехина · Ханты-Мансийский автономный округ — Югра      |